# 罗克福尔-拉贝杜勒
罗克福尔-拉贝杜勒（法語：Roquefort-la-Bédoule，法語發音：[ʁɔkfɔʁ la bedul]）是法国罗讷河口省的一个市镇，属于马赛区。该市镇由罗克福尔（Roquefort）和拉贝杜勒（La Bédoule）等村镇组成。

## 地理
罗克福尔-拉贝杜勒（43°14'51"N, 5°35'27"E）面积31.15 平方千米，位于法国普罗旺斯-阿尔卑斯-蓝色海岸大区罗讷河口省，该省份为法国东南部沿海省份，北起沃克吕兹省，西接加尔省，南濒地中海，东临瓦尔省。
与罗克福尔-拉贝杜勒接壤的市镇（或旧市镇、城区）包括：欧巴涅、卡西、塞雷斯特、屈日莱潘、热姆诺斯、普罗旺斯地区卡努、拉卡迪耶尔达聚尔、勒卡斯特莱。

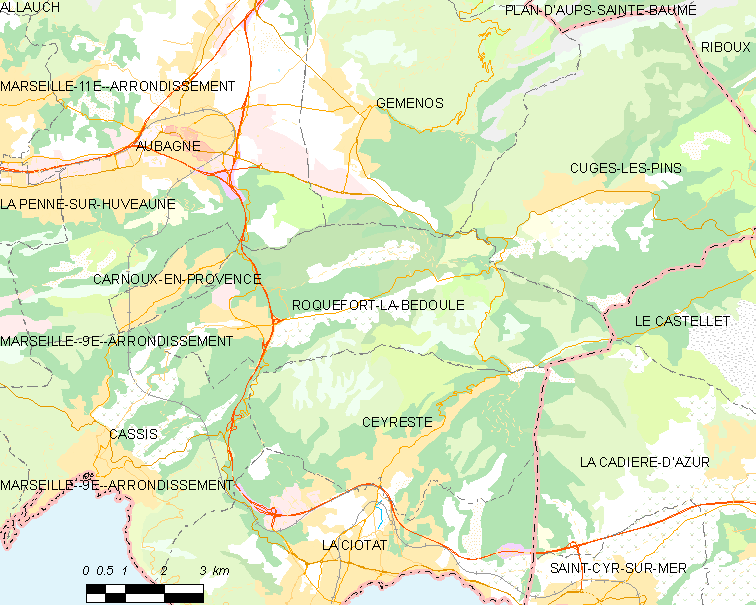
罗克福尔-拉贝杜勒的OSM定位图

罗克福尔-拉贝杜勒的时区为UTC+01:00、UTC+02:00（夏令时）。

## 行政
罗克福尔-拉贝杜勒的邮政编码为13830，INSEE市镇编码为13085。

## 政治
罗克福尔-拉贝杜勒所属的省级选区为拉西奥塔县。

## 人口

1962-2008年间罗克福尔-拉贝杜勒人口变化图示

罗克福尔-拉贝杜勒于2022年1月1日时的人口数量为5784人。